# Nabój .22 Winchester Magnum Rimfire
.22 Winchester Magnum Rimfire – nabój karabinowy do strzelań sportowych oraz polowań na drobną zwierzynę opracowany i wprowadzony na rynek w latach 50. XX wieku przez firmę Winchester. Mimo że jest to nabój o lepszych parametrach niż .22 Long Rifle, nie zyskał aż tak dużej popularności.